# Old Billy
Old Billy, född 1760 i Woolston i Cheshire i England, död 1822 i Everton i Liverpool i England, är den dokumenterat äldsta hästen i historien. Old Billy blev 62 år. 

## Biografi
Old Billy föddes 1760 på Wild Grave Farm i Woolston. När han var två år började han att tränas av Henry Harrison till att bli ploghäst. Old Billy kom att arbeta för Mersey and Irwell Navigation Company med att dra runt maskiner samt dra kanalpråmar.
Han fortsatte jobba tills han blev 59 år och var då fortfarande i god form enligt en veterinärutsago. Han dog 1822, 62 år gammal. 
Hans huvud finns på museet i Bedford.

## Dokumenterad ålder
Det finns samtida källor som gör gällande att Old Billys ålder om 62 år är riktigt beskriven. Inte minst det att Henry Harrisson följde hästen från tidig ålder och sedan kom att ta hand om den till döden efter avslutad tjänstgöring. Hästens tänder finns även bevarade vid Manchester Museum, och har sådana förslitningar som är förenat med en hög ålder hos hästar.
Samtidigt har åldern ifrågasatts eftersom moderna hästar sällan blir äldre än cirka 30 år gamla, även om det också finns mer sentida exempel på hästar som blivit över både 40 år och 50 år.